# جاليفا
بلدية غاليفا (بالكاتالانية: Gallifa) هي إحدى بلديات مقاطعة برشلونة, والتي تقع في منطقة كاتالونيا، شرق إسبانيا.
يبلغ عدد سكانها 224 نسمة وفقاً لإحصائية سنة (2007).